# Colli Orientali del Friuli Cabernet superiore
Le Colli Orientali del Friuli Cabernet superiore est un vin rouge italien de la région Frioul-Vénétie Julienne doté d'une appellation DOC depuis le 20 juillet 1970. Seuls ont droit à la DOC les vins récoltés à l'intérieur de l'aire de production définie par le décret.

## Aire de production
Les vignobles autorisés se situent au nord - est de la province d'Udine dans les communes de Tarcento, Nimis, Faedis, Povoletto, Attimis, Torreano, San Pietro al Natisone, Prepotto, Premariacco, Buttrio, Manzano, San Giovanni al Natisone et Corno di Rosazzo.
Le Colli Orientali del Friuli Cabernet superiore répond à un cahier des charges plus exigeant que le Colli Orientali del Friuli Cabernet, essentiellement en relation avec le taux d’alcool. Voir aussi l’article et Colli Orientali del Friuli Cabernet riserva.

## Caractéristiques organoleptiques
- couleur : rouge rubis intense, tendant au rouge grenat avec le vieillissement
- odeur : vineux, intense, épicé
- saveur : sèche, tannique, harmonique, légèrement épicé

Le Colli Orientali del Friuli Cabernet superiore se déguste à une température comprise entre 15 et 17 °C. Il se gardera 3 - 6 ans.

## Association de plats conseillée
Les viandes rouges grillées

## Production
Province, saison, volume en hectolitres :
- pas de données disponibles